# Dorfkirche Mühlbeck

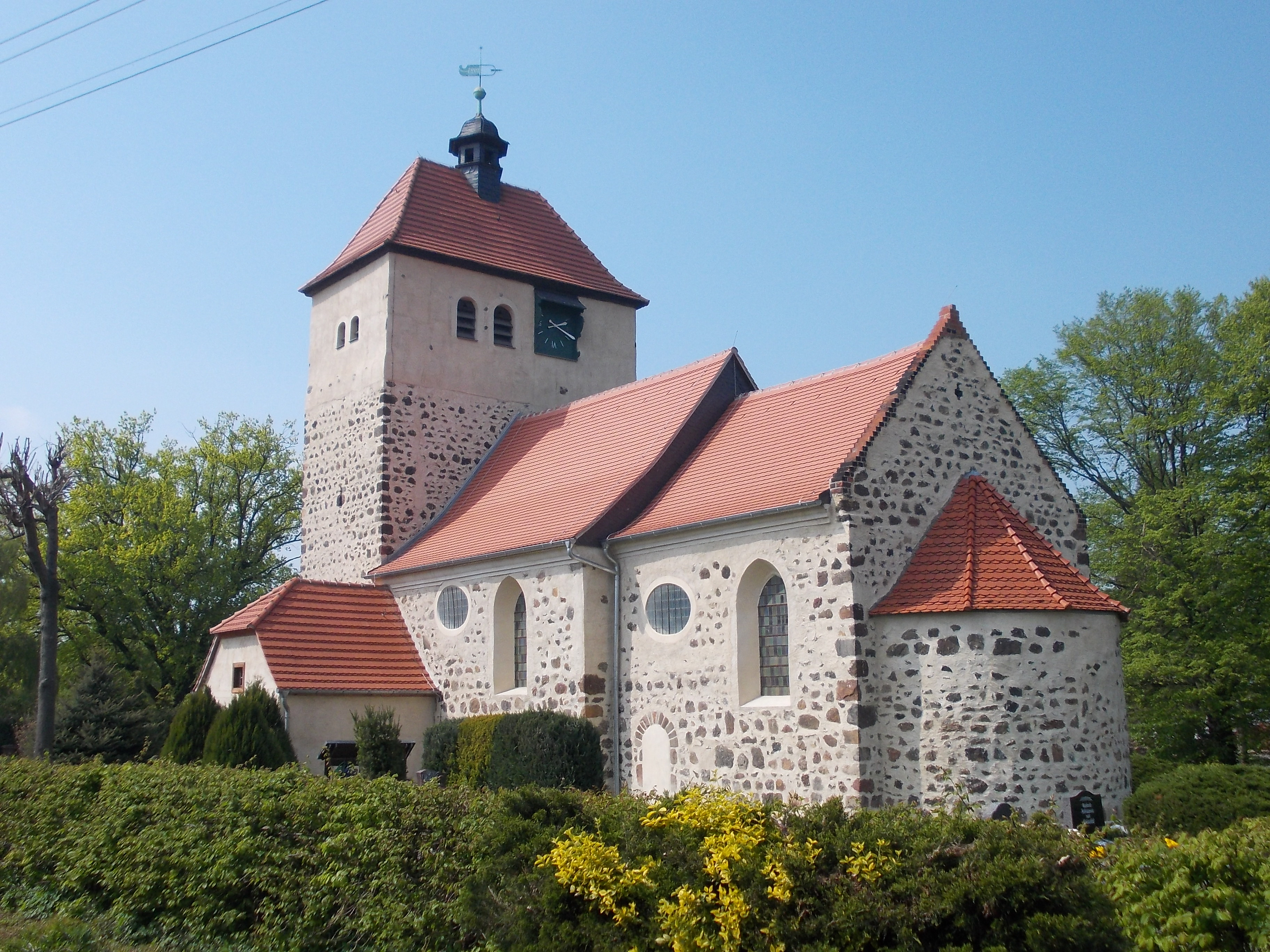
Dorfkirche Mühlbeck

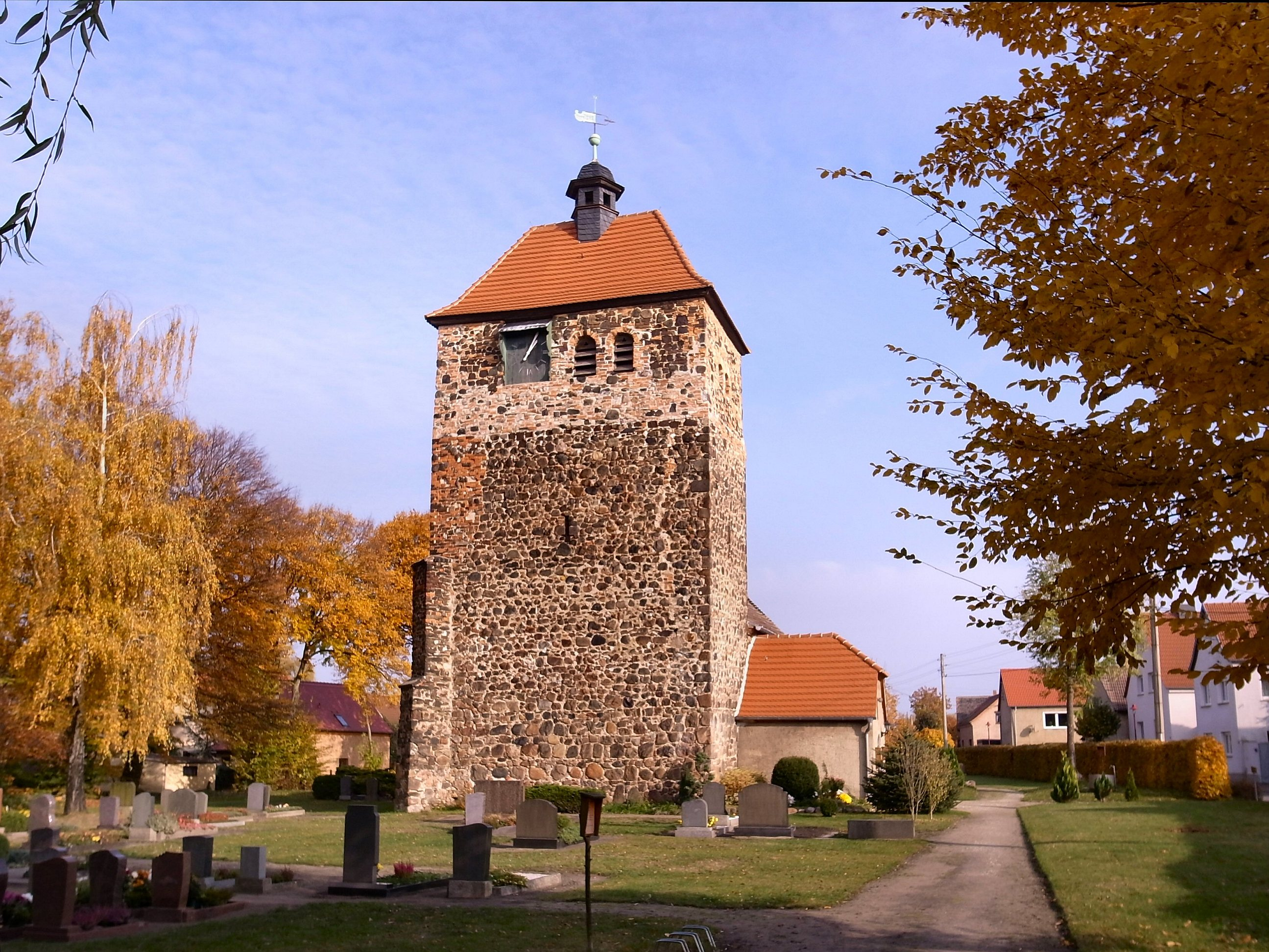
Ansicht von Westen

Die evangelische Dorfkirche Mühlbeck ist eine romanische Saalkirche im Ortsteil Mühlbeck der Gemeinde Muldestausee im Landkreis Anhalt-Bitterfeld in Sachsen-Anhalt. Sie gehört zum Pfarrbereich Bitterfeld im Evangelischen Kirchenkreis Wittenberg der Evangelischen Kirche in Mitteldeutschland (EKMD).

## Geschichte und Architektur
Die Kirche wurde als vollständige Anlage einer romanischen Dorfkirche mit Westquerturm, Schiff, Chor und Apsis um 1200 in Feldsteinmauerwerk erbaut. Der Turm ist mit Walmdach und einem kleinen Dachreiter bekrönt und öffnet sich zum Schiff in zwei Arkaden. Das Schiff und der Chor sind mit hölzernem Tonnengewölbe abgeschlossen, der Triumphbogen ist ausgebrochen. Eine dreiseitige Empore umgibt das Schiff, sie reicht nördlich bis zur Apsis, enthält Reste einer Empore von 1541 und stammt sonst inschriftlich aus der Zeit um 1700. Im Westen ist sie doppelgeschossig und oben für die Orgel vorschwingend ausgebildet; sie ist wie die übrige Ausstattung mit Rankenmalerei verziert.

## Ausstattung
Das Hauptstück der Ausstattung ist ein spätgotischer Altar mit vier Flügeln aus der Zeit um 1520, der im Mittelschrein Maria zwischen zwei heiligen Bischöfen zeigt; in den Flügeln sind Johannes der Evangelist und die heilige Odilia dargestellt. Die erste Wandlung zeigt vier gemalte weibliche Heilige vor einer Landschaft, der geschlossene Altar die Verkündigung und zwei weitere Heilige auf den Standflügeln. Im verschließbaren Predellaschrein sind Anna selbdritt sowie auf dem Schiebedeckel das Schweißtuch der Heiligen Veronika dargestellt, rechts und links begleitet von den Halbfiguren der Heiligen Wolfgang und Andreas. Die polygonale Kanzel auf einer Palmsäule aus der zweiten Hälfte des 17. Jahrhunderts zeigt an der Brüstung Evangelistengemälde, vor dem Aufgang Betstübchen aus dem Jahr 1730. Die achteckige Taufe entstand gleichzeitig mit der Kanzel. In der Apsis ist eine spätgotische Sakramentsnische eingelassen.
Die Orgel ist ein Werk aus dem Jahr 1740 und wurde restauriert.